# Zarzecze (Świerznica)
Zarzecze (deutsch Babker Keil) ist eine Binneninsel und ein Wohnplatz in der Szkarpawa (Elbinger Weichsel) in Polen. Sie kam nach 1945 vom Dorf Rybina (Fischerbabke) zum Dorf (Kalteherberge) der Gmina Stegna im Powiat Nowodworski der Woiwodschaft Pommern.

## Geographie
Die Insel ist etwa 1300 Meter lang. Der Hauptstrom der Szkarpawa verläuft im Norden, ein schmaler Seitenarm im Süden der Insel. Im Osten liegt die Anfang des 20. Jahrhunderts Helgoland genannte Landspitze der Groschkenkampe an der die Wisła Królewiecka (Königsberger Weichsel). Die Landschaft gehört zum Żuławy Wielkie (Großes Marienburger Werder) im Żuławy Wiślane (Weichsel-Nogat-Delta). Der Wohnplatz liegt im Osten der Insel.

## Geschichte
Der Ort Babke (später Fischerbabke) kam 1454 durch König Kasimir IV. vom Deutschordensstaat an die Stadt Danzig. Die Lutheraner des Wohnplatzes Babkerkeil (später Babker Keil) hatten ihre Pfarrkirche in Steegen, Katholiken waren nach Tiegenhagen eingepfarrt.
Mit der zweiten Polnischen Teilung wurde das Gebiet der Stadt Danzig 1793 von Preußen annektiert. Es kam von 1807 bis 1814 zur Republik Danzig. Am 1. Januar 1874 wurde die Kreisordnung für die Provinz Preußen eingeführt, diese wurde vier Jahre später wieder in die Provinzen Ost- und Westpreußen geteilt. Am 25. April 1874 wurde der Amtsbezirk Steegen gebildet. Fischerbabke war eine Landgemeinde im Landkreis Danzig (ab 1887 Kreis Danziger Niederung). Im Jahr 1905 wurden 48 Einwohner des Wohnplatzes gezählt. Sitz des Amtsgerichts war Danzig.
Im Jahr 1906 wurde die Landgemeinde an das Schmalspurnetz der Westpreußischen Kleinbahnen AG – heute Żuławska Kolej Dojazdowa (ŻKD) angeschlossen. Die Drehbrücke über die Elbinger Weichsel wurde im Jahr 1905 errichtet und steht seit 1997 unter Denkmalschutz. Die Bahn wurde im weiteren Verlauf über einen Damm und eine kleine Brücke vom Babker Keil zum Großes Marienburger Werder geführt. Unmittelbar an der Brücke bestand der ehemalige Haltepunkt Kalteherberge.
Ort und Amtsbezirk wurden gemäß den Bestimmungen des Friedensvertrags von Versailles am 10. Januar 1920 an die Freie Stadt Danzig abgetreten. Nach dem deutschen Überfall auf Polen kam das Gebiet von 1939 bis 1945 zum Reichsgau Danzig-Westpreußen und in der Folge des Zweiten Weltkriegs an die Republik Polen. Die deutschen Ortsbewohner wurden vertrieben.

## Verkehr
Die Straßen und Wege der Insel sind durch zwei Brücken mit Świerznica verbunden. Die Żuławska Kolej Dojazdowa verkehrt seit 2009 nur saisonal zu Zwecken des Tourismus.